# Dinsheim-sur-Bruche
Dinsheim-sur-Bruche es una localidad y comuna francesa, situada en el departamento del Bajo Rin en la región de Alsacia.
Su denominación oficial de Dinsheim fue cambiada por el decreto n.° 2003-736 del 1 de agosto de 2003 para diferenciarla de la comuna de Dingsheim cuya pronunciación es aproximada.
La comuna alberga la iglesia de Notre-Dame du Schibenberg construida en 1875 en la colina de Schibenberg a 317 m de altura decorada con una imagen de una Virgen con el Niño. En la iglesia de Saints Simon et Jude de estilo neoclásico construida entre 1828 y 1832, se encuentra un ejemplar de órgano del maestro Stiehr.